# اوکان پاتیرر
اوکان پاتیرر (انگلیسی: Okan Patirer؛ زادهٔ ۲۱ فوریهٔ ۱۹۷۹) خواننده، بازیگر تئاتر، و بازیگر سینما اهل ترکیه است.